# Ars Antiqua Austria
Ars Antiqua Austria ist ein Ensemble der historisch informierten Aufführungspraxis.

## Beschreibung
Das international besetzte, 1993 von Gunar Letzbor anlässlich der ersten CD-Einspielung gegründete „Ensemble für neue Barockmusik“ widmet sich insbesondere dem aus der Vielfalt der Landschaften und Völker der Habsburgermonarchie entstandenen „österreichischen Barockklang“. Ein besonderer Ausdruck dieser intensiven Beschäftigung mit der Musik der im 17. und 18. Jahrhundert vom Haus Habsburg regierten Länder ist das in einer CD-Kollektion dokumentierte Konzertprogramm „Klang der Kulturen – Kultur des Klanges“, in dem sich Ars Antiqua Austria mit den Einflüssen aus Belgien, Böhmen, Burgund, Frankreich, England, Spanien, Italien, Galizien, Ungarn, Siebenbürgen und bis nach Russland auf die österreichische Barockmusik beschäftigte und das im Rahmen von 90 Konzerten in den Städten Wien, Prag, Budapest, Bratislava, Krakau, Venedig, Laibach, Mechelen und Lübeck entstand.
Zur Erläuterung der Bezeichnung „Ensemble für neue Barockmusik“ schreibt Gunar Letzbor: „Ein Stück, das gestern komponiert wurde, jedoch keine neuen Ideen, Gefühle oder neues musikalisches Material in sich birgt, ist ‚alte Musik’. Ein Stück, das brandneu ist, Neues in sich birgt, was aber von den ausführenden Musikern nicht erkannt und musikalisch nachvollzogen wird, trifft auf die Zuhörer als ‚alte Musik’. Ein Stück, das 300 Jahre alt ist, noch nie gehört wurde, von Musikern mit offenen Seelen und Herzen und mit allen in der Gegenwart verfügbaren Ausdruckswerten in phantasievoller Weise musiziert wird, ist ‚neue Musik’. ‚Neue Musik’ kann also nur durch entsprechende Interpretation entstehen.“
Das Ensemble gestaltet seit 2002 alljährlich einen eigenen Konzertzyklus im Wiener Konzerthaus, seit 2008 auch im Linzer Brucknerhaus.

## Diskografie
Die Diskografie für den Zeitraum 1994 bis 2025 umfasst über 70 Einspielungen von Werken bekannter Komponisten des Genres.
- Romanus Weichlein: Encænia Musices, 1695 – Vol. I
- Heinrich Ignaz Franz Biber: Sonatae, Violino Solo, 1681
- Romanus Weichlein: Encænia Musices, 1695 – Vol. II
- Johann Sebastian Bach: Concerti per violino
- Johann Sebastian Bach: Four Orchestral Suites
- Johann Sebastian Bach: Psalm 51: Parodia dello Stabat Mater di G. B. Pergolesi. Kantate “Himmelskönig, Sei Willkommen”
- Heinrich Ignaz Franz Biber: Sonaten über die Mysterien des Rosenkranzes
- Heinrich Ignaz Franz Biber: Un carnevale a Kremsier
- Pavel Josef Vejvanovský: Music for Trumpets and Strings
- Georg Muffat: Florilegium Primum
- Heinrich Ignaz Franz Biber und Johann Heinrich Schmelzer: Seventeenth Century Music and Dance from the Viennese Court
- Wolfgang Amadeus Mozart: Grabmusik (Passionskantate) KV 42, Gallimathias Musicum (Quodlibet) KV 32
- Giovanni Buonaventura Viviani: Capricci Armonici op. 4
- Georg Muffat: Armonico Tributo
- Francesco Bartolomeo Conti: Cantate con istromenti I-IV
- THE SOUND OF CULTURES Vol. 1: Slovakia
- THE SOUND OF CULTURES Vol. 2: Hungary – „Alla Zingara, Alla Turca“
- THE SOUND OF CULTURES Vol. 3: Northern Germany – Lübeck
- Benedikt Anton Aufschnaiter: Dulcis Fidum Harmonia, op. 4
- Johann Joseph Vilsmayr: Artificiosus concentus pro camera distributus in sex partes, seu Partias à Violino solo, 1715
- Antonio Caldara: XII Sinfonie a quattro
- Antonio Bononcini: Cantate in Soprano
- Romanus Weichlein: Parnassus Ecclesiastico-Musicus, Ulm 1702
- THE SOUND OF CULTURES Vol. 4: Poland – Krakov
- THE SOUND OF CULTURES Vol. 5: Bohemia
- Antonio Bertali: Prothimia Suavissima, parte seconda
- GLORIA IN EXCELSIS DEO. Benjamin Ludwig Ramhaufski: Missa a 23; Joseph Balthasar Hochreither: Missa ad multos annos
- Romanus Weichlein: Missa Rectorum Cordium, à 15, Lambach 1687
- Romanus Weichlein: Encaenia Musices (1695)
- Wenzel Ludwig Freiherr von Radolt: Viennese Lute Concertos
- Johann Paul von Westhoff: Sei Partite à Violino senza Basso accompagnato, 1696
- Karl Kohaut: Haydn’s Lute Player
- The Mystery of Sign. Mouthon – Charles Mouthon? 10 Concerti à 5
- Franz Joseph Aumann: Requiem
- Johann Joseph Fux: Partite à 3
- Antonio Pandolfi Mealli: Sonate à Violino solo op. 4, 1660
- Gregor Werner: Pro Adventu
- Christoph Graupner: „Chalumeaux“: Concertos, Ouvertures & Sonatas
- Joseph Balthasar Hochreither: Requiem (1712/1717)
- Johann Sebastian Bach: Bach privat: Sonatas BWV 1001, 1003 und 1005
- Heinrich Ignaz Franz Biber: Fidicinium Sacro Profanum (1682)
- D. Gio. Antonio Pandolfi Mealli: Sonate à Violino solo. Opera terza
- Johann Joseph Fux: Oratorium Germanicum de Passione (1731)
- Ex Vienna – Anonymus: Anonymous Violin Music from Manuscript XIV 726 of the Minoritenkonvent in Vienna
- Georg Muffat: Missa in labore requies zu 24 Stimmen
- Johann Sebastian Bach: Bach privat: Partitas BWV 1002, 1004 und 1006
- Heinrich Ignaz Franz Biber: Sonatae Tam Aris Quam Aulis Servientes (1676)
- Benedikt Anton Aufschnaiter: Memnon sacer ab oriente (Vesper op. 5, Passau 1709); Franz Anton Hugl: Organ Works (from Hartmanns Orgelbuch, Passau 1733)
- THE MUSIC FROM THE HABSBURG EMPIRE – The Austrian Sound of the Baroque era (CD 1; Slovakia; CD 2: Slovenia; CD 3: Hungary; CD 4: Poland; CD 5: Bohemia; CD 6: Moravia; CD 7: Spain; CD 8: Venice; CD 9: Rome; CD 10: Paris)
- Tu Felix Austria: Habsburg Music
- Ex Vienna – Scordato: Violin Music in scordatura from Manuscript XIV 726 of the Minoritenkonvent in Vienna
- Georg Daniel Speer: Kriegsgeschichten – Musicalisch-Türckischer Eulen-Spiegel (1688)
- Antonio Vivaldi: The Four Seasons; František Jiránek: Violin Concerto in D minor
- Ex Vienna – Accordato: Habsburg violin music from Manuscript XIV 726 of the Minoritenkonvent in Vienna
- Carlo Ambrogio Lonati: Sonate da camera, from XII Sonate a violino solo e basso (Salzburg, 1701)
- Heinrich Ignaz Franz Biber: Missa Alleluja a 36 voci; Nisi Dominus; Pastorella; Hic est panis
- Georg Daniel Speer: Liebesabenteuer – Musicalisch-Türckischer Eulen-Spiegel (1688)
- Rupert Ignaz Mayr: Psalms from Sacri Concentus (1681)
- Carlo Ambrogio Lonati: Sonate da chiesa, from XII Sonate a violino solo e basso (Salzburg, 1701)
- Rupert Ignaz Mayr: Sacri Concentus - Antiphonae (1681)
- Wolfgang Amadeus Mozart: Mannheim 1778
- Heinrich Ignaz Franz Biber: Rosenkranzsonaten (Neueinspielung)
- Georg Philipp Telemann: 12 Fantasias for solo Violine, Hamburg 1735
- Johann Joseph Fux: Gesù Cristo negato da Pietro, Wien 1719
- Johann Heinrich Schmelzer: Violin Sonatas - Sonatae unarum fidium (1664)
- Amandus Ivanschitz: Chamber music at the Abbey of Lambach
- Ostinato: Sonaten und Ciacconas von Heinrich Ignaz Franz Biber, Georg Arnold, Antonio Bertali, Heinrich Dübel, Johann Josef Vilsmayr und Johann Heinrich Schmelzer
- Heinrich Ignaz Franz Biber: Violinsonaten 1681 (Neueinspielung)
- Franz Joseph Aumann: Passionsoratorium
- Antonio Bononcini: Cantate per Contralto con Violini
- Battaglia (Biber, Schmelzer, Uccellini, Castello, Mielczewski, Fux, Kusser, Kauer)

## Auszeichnungen
Die CD-Einspielung zusammen mit der Mezzosopranistin Bernarda Fink mit vier Kantaten von Francesco Bartolomeo Conti wurde bereits eine Woche nach der Präsentation mit dem Diapason d’or ausgezeichnet. Gunar Letzbor bekam zusammen mit dem Ensemble Ars Antiqua Austria einen Cannes Classical Award für seine Einspielung der Capricci Armonici von Giovanni Buonaventura Viviani verliehen.

## Stationen
- Festival de la Musique Baroque, Ribeauvillé
- Festwochen der Alten Musik, Berlin
- Festival Printemps des Arts, Nantes
- Mozartfest Würzburg
- Tage Alter Musik in Herne
- Festival de Musique de Clisson et de Loire Atlantique
- La Folle Journée, Nantes und Tokio
- Musée d’Unterlinden, Colmar
- Festival van Vlaanderen
- Festival Bach de Lausanne
- MA Festival Brügge
- Bologna Festival
- Vendsyssel Festival, Dänemark
- Concerti della Normale, Pisa
- Resonanzen, Wiener Konzerthaus
- KlangBogen Wien
- Bayerische Staatsoper, München
- Salzburger Festspiele

## Medien
- Ensembleleiter Gunar Letzbor über Carlo Ambrogio Lonati, den „Biber aus Rom“